# Pogonotium moorei
Pogonotium moorei är en enhjärtbladig växtart som beskrevs av John Dransfield. Pogonotium moorei ingår i släktet Pogonotium och familjen Arecaceae. Inga underarter finns listade i Catalogue of Life.